# Институт по лозарство и винарство
Институтът по лозарство и винарство в Плевен е научен институт на Селскостопанска академия.
Създаден е през 1902 г. с решение на Министерството на земеделието и търговията като Държавна опитна станция по лозарство и винарство.
Това е първото научноизследователско учреждение в областта на лозарството и винарството в страната и пето в света, след тези в Русия (1828), Италия (1872), Франция (1874) и Унгария (1898). С указ на ХХV Народно събрание от 1 януари 1944 г. станцията е преобразувана в Лозаро-винарски опитен институт със седалище в Плевен.
В института са селекционирани 36 сорта (21 винени, 15 десертни) и 5 клона. Разработени са технологии за производство на лозов посадъчен материал, грозде и вино, технологии за борба с болестите, неприятелите и плевелите. Създадена е и се поддържа най-голямата ампелографска колекция на Балканите с 1865 сортонаименования.
Институтът е участник в Европейската мрежа за съхраняване на растителните генетични ресурси.